# Murgantia violascens
Murgantia violascens är en insektsart som först beskrevs av John Obadiah Westwood 1837.  Murgantia violascens ingår i släktet Murgantia och familjen bärfisar. Inga underarter finns listade i Catalogue of Life.